# Єзеро (кратер)

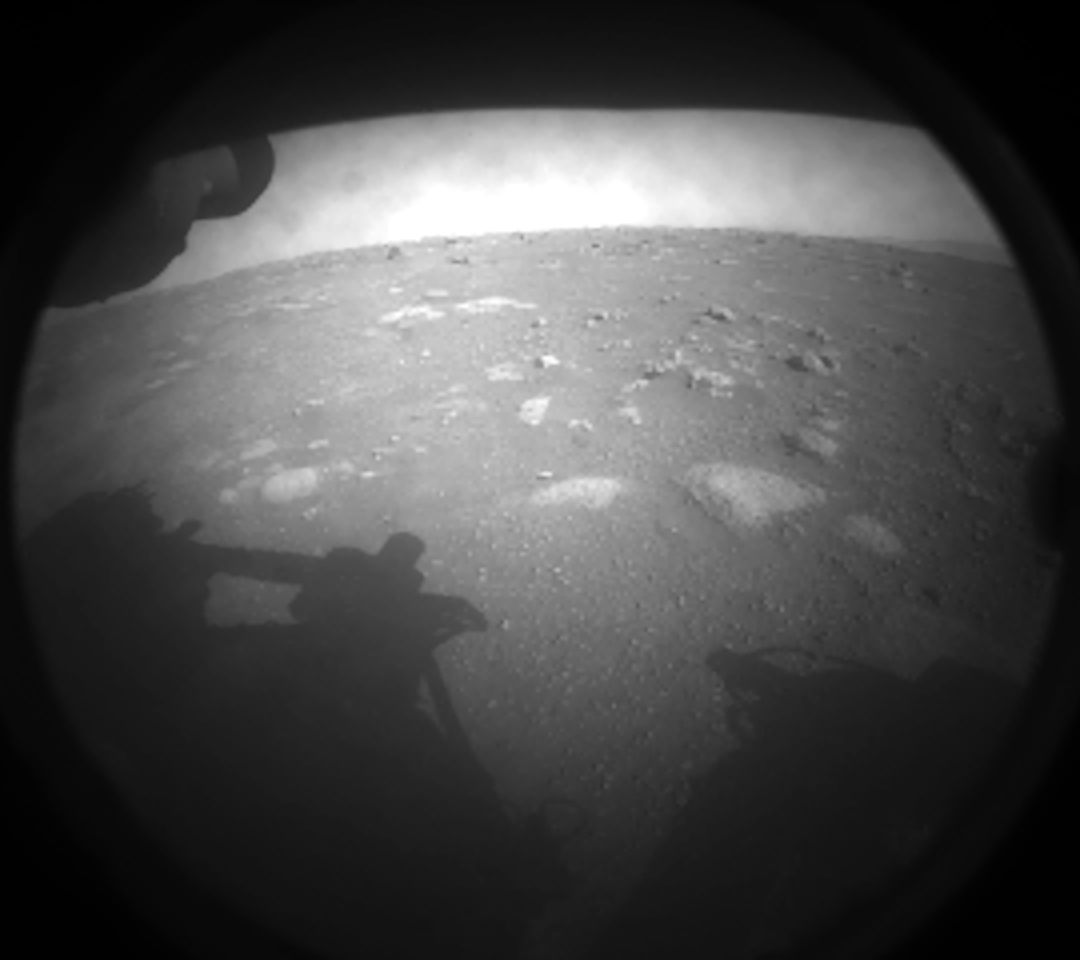
Перше фото кратера Єзеро, отримане марсоходом Perseverance

Є́зеро — це кратер на планеті Марс. Колись наповнений водою, цей кратер має лійкоподібну дельту з відкладами, багатими на глину.
У декількох слов'янських мовах, в тому числі боснійській, хорватській, чеській, сербській та словенській, слово jezero означає «озеро».
18 лютого 2021 року марсохід Perseverance здійснив посадку в кратер Єзеро.

## Марсіанська наукова лабораторія
Кратер Єзеро розглядався як один із об'єктів для дослідження, що мало проходити під час місії Марсіанської наукової лабораторії. У самому кратері та навколо нього було виявлено глинисті мінерали. Космічний апарат Mars Reconnaissance Orbiter розпізнав у цій місцевості, зокрема, смектитові глини. Глинисті мінерали формуються у присутності води, тож імовірно, що на цій території колись, давним-давно, була водойма, а також, можливо, існувало й життя. Поверхня тут помережана тріщинами, що утворюють полігональні візерунки із безліччю окремих пласких шматків глинистого ґрунту. Такі форми зазвичай утворюються при висиханні глини. Ці візерунки можна розглянути на знімку нижче. Цей знімок демонструє канали, по яких неслася вода та намул у кратер Єзеро.
Метою місії Марсіанської наукової лабораторії є пошук ознак стародавнього життя. Висловлюються сподівання, що наступні космічні місії будуть спрямовані на пересилання зразків із місцевостей на Марсі, що були ідентифіковані як такі, що ймовірно містять залишки давніх форм життя. Для того, аби безпечно посадити космічний апарат на поверхню планети, необхідна пласка, рівна поверхня у формі кола діаметром у 19 кілометрів. Геологи сподіваються дослідити місця, де колись розташовувалися водойми. Однією з цілей є дослідження шарів відкладень.

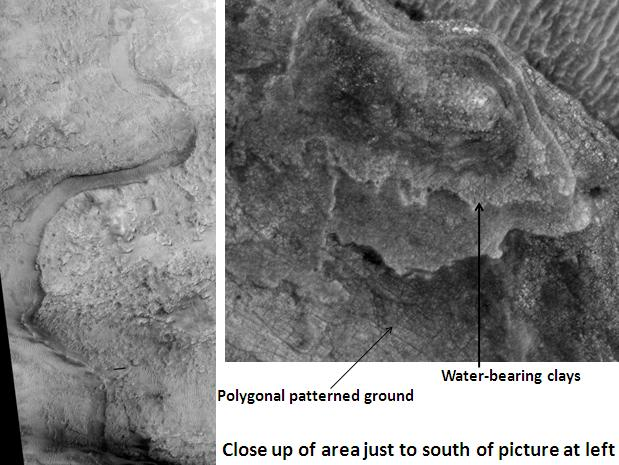
Канал, по якому текла вода у кратер Єзеро, а також збільшене зображення глиняних відкладів.